# Kaunitoni-Mythos
Der Kaunitoni-Mythos ist ein fidschianischer Mythos über die Besiedlung der Fidschi-Inseln, benannt nach dem legendären Boot Kaunitoni.

## Inhalt
Dem Mythos nach stammen die Vorfahren der Fidschianer aus dem ägyptischen Theben. Sie fuhren nilaufwärts und erreichten den Tanganjikasee, wo sie sich niederließen. Konflikte mit benachbarten Stämmen veranlassten sie im 10. Jahrhundert v. Chr. unter ihrem Häuptling Lutunasobasoba mit einem Kanu names Kaunitoni ostwärts in See zu stechen, der Sonne entgegen. Unterwegs ergreift sie ein Sturm, und sie verlieren all ihr Hab und Gut, darunter Steine des Häuptlings mit Inschriften. Sie stranden an der Nordwestküste von Viti Levu, wo sie eine erste Siedlung errichten, Vuda (Ursprung). Als Lutunasobasoba alt wird, macht sich sein Bruder Degei auf, um höher gelegenes Siedlungsland zu finden. Er wählt die Berge im Nordosten der Insel (Gegend von Rakiraki). Dort wird aus dem Holz des Pandanus-Baumes (fidschian.: na kau vadra) ein Haus für Häuptling Lutunasobasoba errichtet, was der gesamten Siedlung den Namen gibt: Nakauvadra. Nach Lutunasobasobas Tod verteilt sich die Bevölkerung über ganz Fidschi.
Eine fidschianische Fassung ist z. B. das Lied Koi ra na vuda (Unsere Vorfahren).

## Entstehung
Ursprünglich wurde berichtet, dass es auf Fidschi – anders als etwa auf den Rotuma-Inseln, Samoa oder Neuseeland – keinen Mythos zur Besiedlung der Insel von auswärts gebe. Erst im Jahr 1892 erwähnt Basil Thomson unter Berufung auf einen Bewohner der Insel Beqa eine Legende, wonach die Vorfahren der Fidschianer an die Westküste von Viti Levu gespült worden seien. Im selben Jahr wurde von der fidschianischen Zeitschrift Na Mata ein Wettbewerb ausgeschrieben, um die definitive Version dieses Mythos zu ermitteln; diese publizierte Thomson dann 1895 auf Englisch.
Möglicherweise liegt tatsächlich ein alter Mythos vor, der lange vor Fremden geheim gehalten wurde; möglicherweise ist der Kaunitoni-Mythos aber auch neueren Ursprungs. So berichtet ein Absolvent der Missionsschule von Navuloa (1892–94), dass dort Lehrmittel verwendet wurden, die auf linguistischer Grundlage Verbindungen zwischen Fidschi und Tansania herstellten. Zudem kam es immer wieder zu Nachfragen der Weißen über die Ursprünge der Inselbevölkerung, sei es aus reinem Forschungsinteresse, sei es zu Zwecken der Grundbesitzverwaltung (Native Lands Commission). So könnte der Kaunitoni-Mythos auch auf äußere Einflussnahme zurückzuführen sein.